# クラウド ナイン
クラウドナインは、2007年にセガから発売されたシングルメダルゲーム。クラブ マジェスティの6機種のうちの1つである。

## 基本ルール
トランプ52枚と特殊カード(後述)4枚の計56枚を使用する。下のようにトランプを左から右、下から上になるにつれて大きくなるように置いていく。
|    | 左 | 中 | 右 |
| -- | -- | -- | -- |
| 上 | J  | K  | A  |
| 中 | 4  | 8  | K  |
| 下 | 2  | 5  | 6  |

すべて置けると次のステージに進む。置けなくなったところで終了。1つでもステージをクリアできると配当を得られる。また、クリアタイムが速いとランキングに登録できる。

## 特殊カード
特殊カードは4枚ある。
SELECT
表示される3枚のカードから使いたい1枚を選択する。
WILD
どんな場所にも置くことができる。
STOCK
ネクストカードをストックゾーンに置くことができる。ストックゾーンのカードは好きなときに引き出せる。
HIDE
どこにも置けるが置くまで中身がわからないカード。

## ダブルアップゲーム
配当が発生すると挑戦できる。ディーラーのカードに対しプレイヤーのカードが高いか低いかを予想する。最高5回まで挑戦できる。また、ディーラーのカードがスリーカード以上のポーカー役になると勝敗に関わらずスペシャルボーナスを獲得できる。

## ボーナスゲーム
通常ゲーム中に縦1列、あるいは横1列に「スリーカード」または「ストレートフラッシュ」が完成すると突入する。ボーナスゲームでは、9枚のメダルの中から1枚を選び、出現した数字が配当となる。ENDが出ると終了する。